# Nortonia viridis
Nortonia viridis är en stekelart som beskrevs av Schulthess 1903. Nortonia viridis ingår i släktet Nortonia och familjen Eumenidae. Inga underarter finns listade i Catalogue of Life.